# Mount Bulusan
Mount Bulusan is een van de meeste actieve vulkanen van de Filipijnen. De vulkaan ligt in de provincie Sorsogon en in het Bulusan Volcano National Park, een 3673 hectare groot park waar vele bijzondere diersoorten te vinden zijn.

## Activiteit in 2006
De vulkaan Bulusan begon op 18 maart 2006 vanaf 6 uur 's ochtends weer activiteit te vertonen toen een reeks aardschokken plaatsvond. De seismografen van het Philippine Institute of Volcanology and Seismology (PHIVOLCS) rond de vulkaan registreerden 73 vulkanische aardschokken in de daaropvolgende 24 uur, waarvan 24 in de eerste drie uur. Normaal gesproken wordt slechts maximaal vijf keer per 24 uur enige activiteit geregistreerd. De gemeten seismische activiteit lag bovendien aanzienlijk hoger dan gebruikelijk. Naar aanleiding hiervan en met het het explosieve uitbarstingsverleden in gedachten verhoogde het PHIVOLCS het waarschuwingsniveau van 0 naar 1. Dit houdt in in dit geval in dat mensen wordt afgeraden binnen vier kilometer van de top te komen.
Sindsdien vonden 4 kleine uitbarstingen plaats. De laatste daarvan was op 31 mei 2006.
Na een vijfde uitbarsting die begon op 7 juni en duurde tot de dag erna, verhoogde PHIVOLCS het waarschuwingsniveau naar 2. Dit houdt in dat mensen nu sterk wordt afgeraden binnen vier kilometer van de top te verblijven. Bij de uitbarsting kwam een aswolk vrij die richting het noorden en noordwesten afdreef. Er werden lichte asregens gemeld in barangay Inladadian in de gemeente Casiguran, zo'n 5 kilometer ten noorden van de vulkaan. Verder werd as gerapporteerd in sommige barangays van Juban en zelfs tot in Sorsogon City, dat zo'n 20 kilometer ver weg ligt.